# Pycreus flavidus
Pycreus flavidus là loài thực vật có hoa trong họ Cói. Loài này được (Retz.) T.Koyama miêu tả khoa học đầu tiên năm 1976.